# Rio del Megio

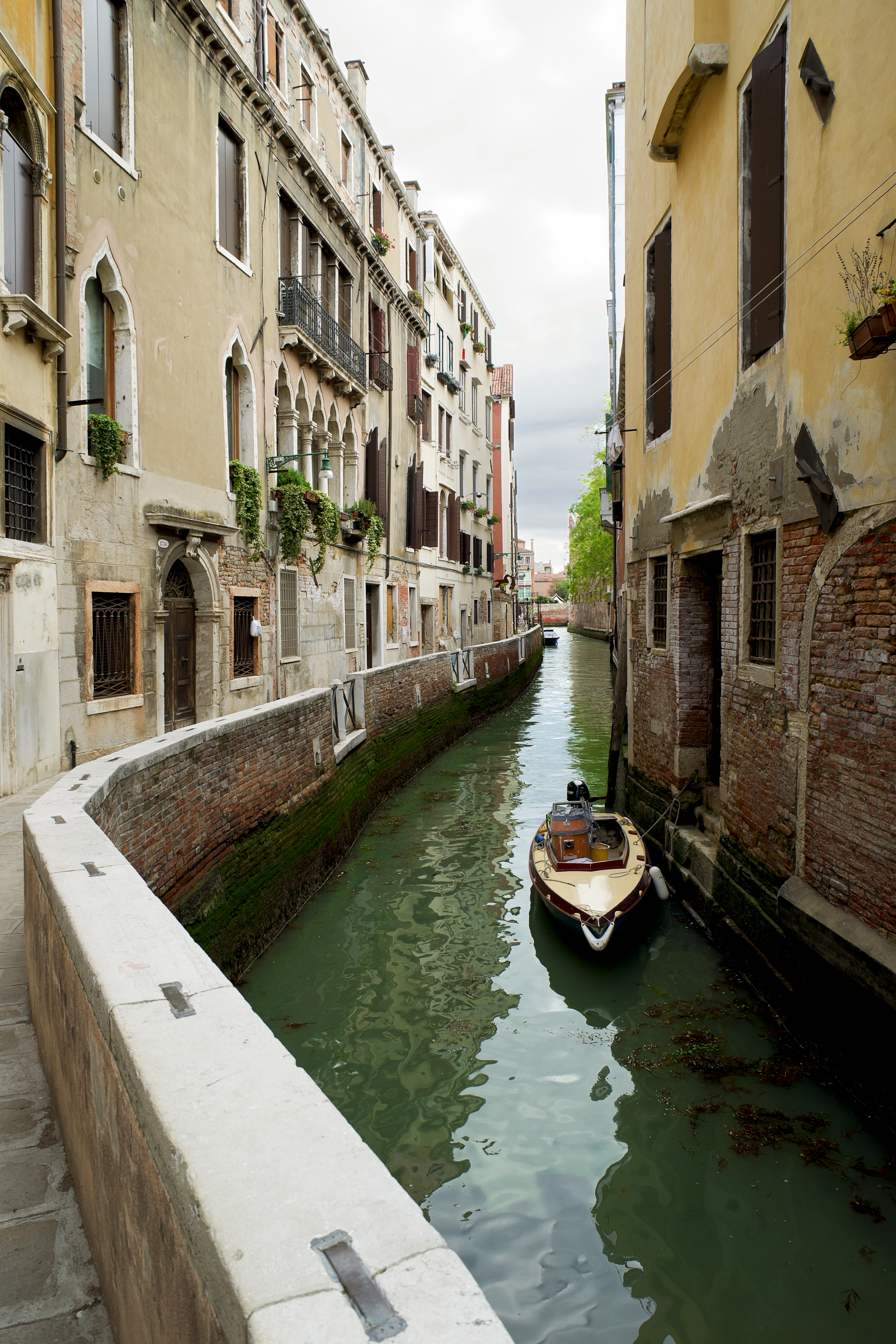
Le rio du ponte del Megio vers le Grand Canal

Le rio del Megio (canal du mil) (ou Rio Fontego dei Turchi) est un canal de Venise dans le sestiere de Santa Croce.

## Description

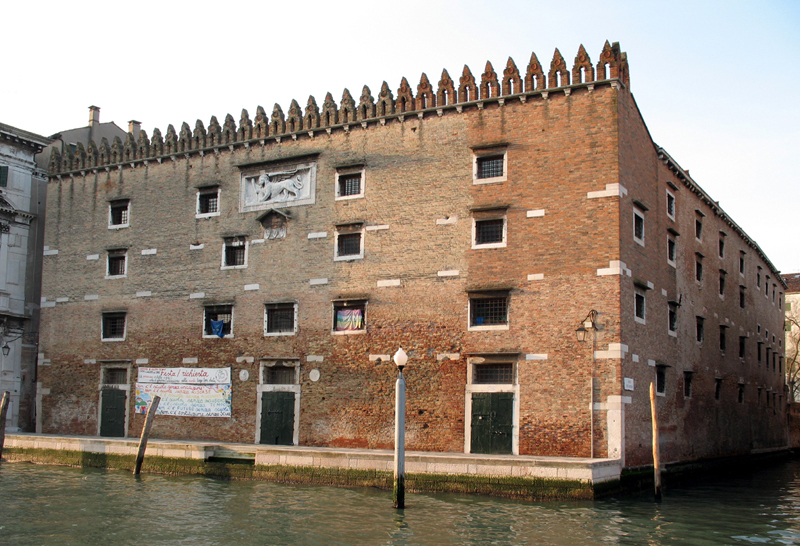
Le rio del Megio débouchant à droite des Fondaco del Megio

Le rio del Megio a une longueur de 326 m. Il prolonge le rio de San Boldo et de San Giacomo dell'Orio vers le nord-nord-est au Grand Canal.

## Origine
Près de cet endroit se trouvaient selon un plan de Coronelli(it), des entrepôts publics de Megio ou Miglio (du mil ou de l'avoine menue), utilisée pour faire du pain. Le Fontego del Megio(it) sur le Grand Canal en est le meilleur exemple restant.

## Situation
Ce rio longe :
- le fondamenta del Megio sur son flanc ouest ;
- le palais Priuli Stazio.

Il débouche sur le Grand Canal entre :
- le deposito del Megio et
- le Fondaco dei Turchi.

## Ponts
Ce rio est traversé par le :

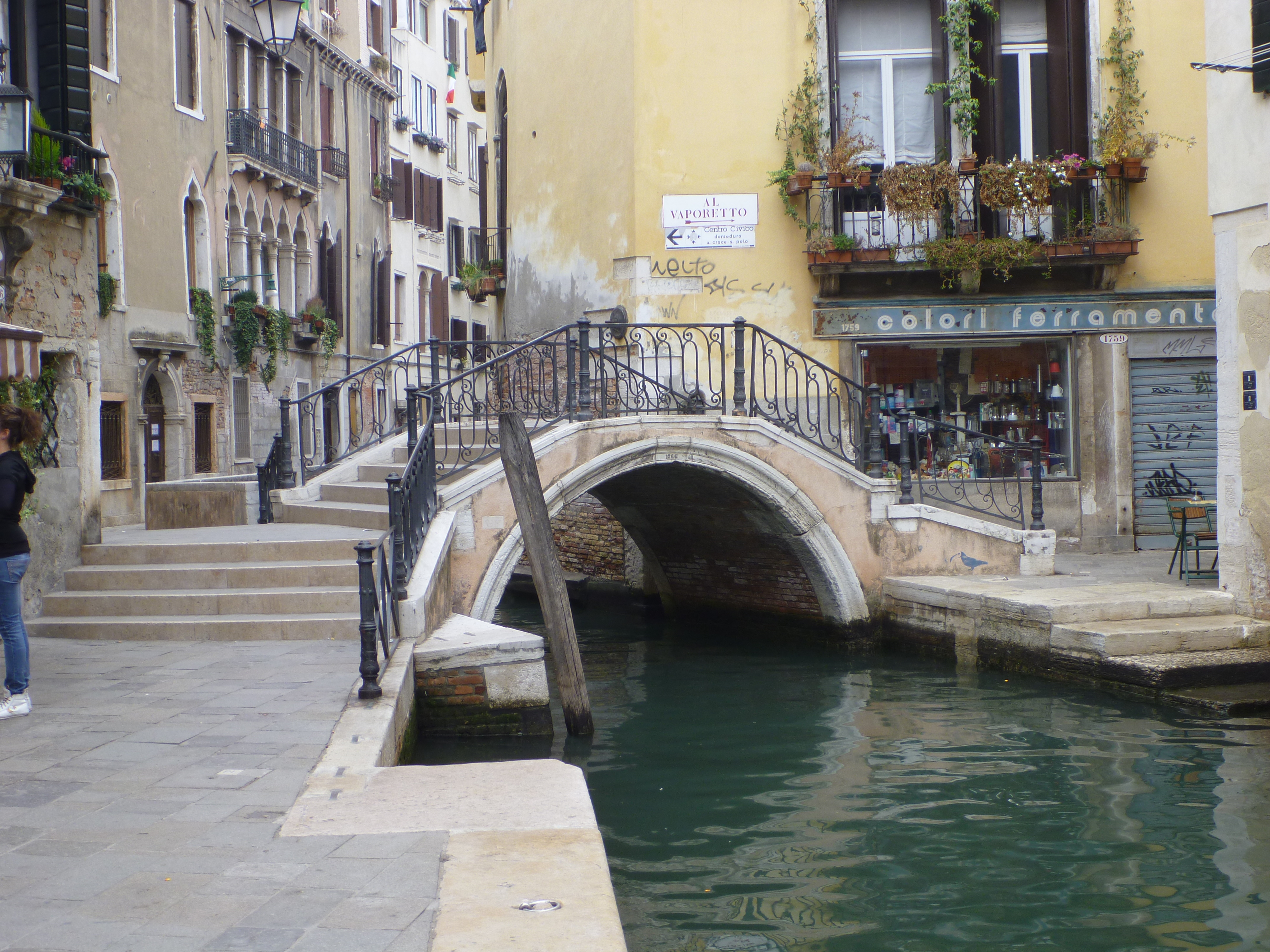
Ponte del Megio sur le calle del Spezier
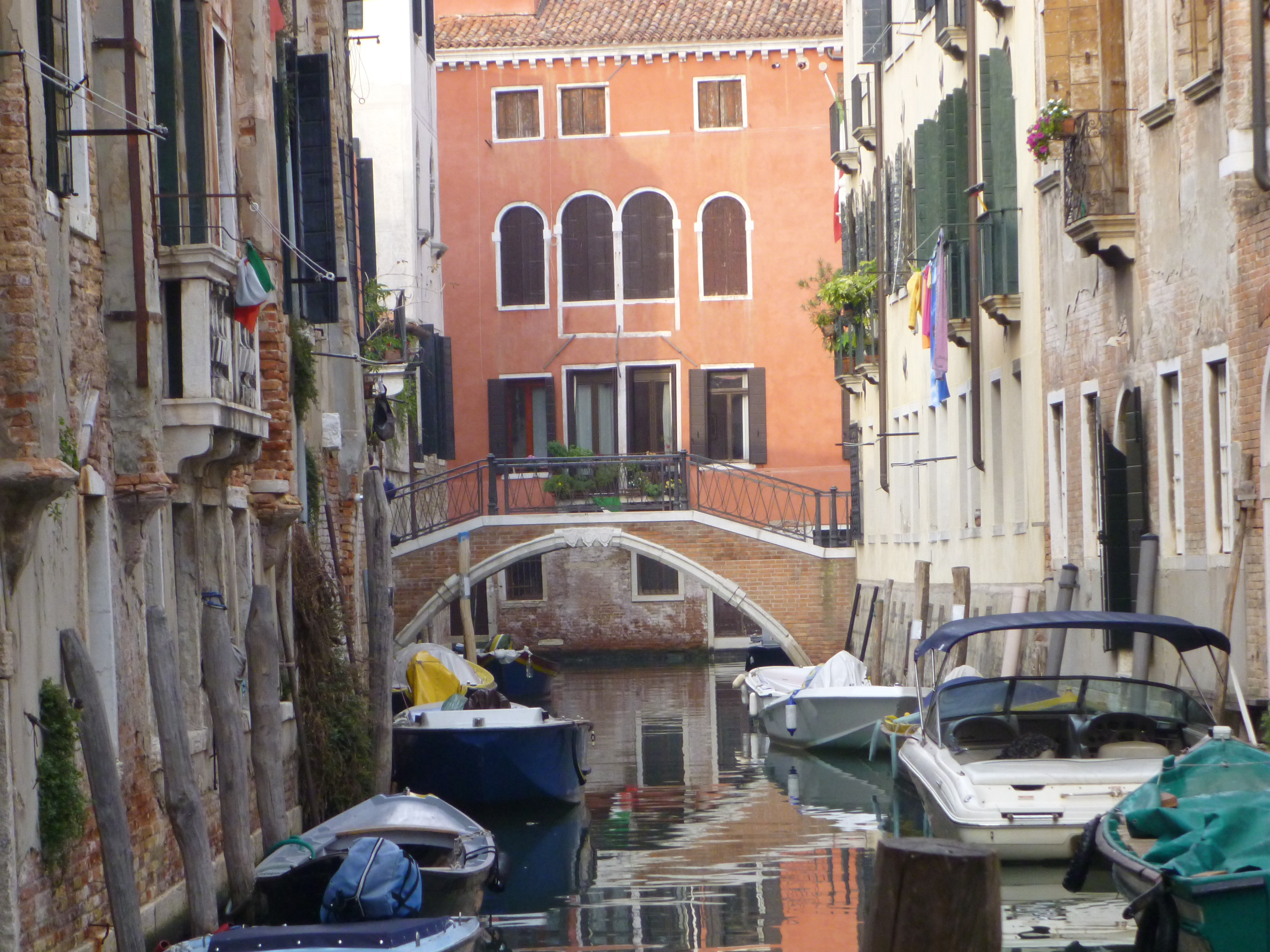
Ponte Colombo ou Carminati reliant Calle del Colombo et Calle Carminati